# Joseph J. Thomas
Joseph J. Thomas (* 20. April 1920 in Köln) ist ein ehemaliger deutscher Botschafter.

## Leben
Joseph J. Thomas machte sein Abitur in Köln und ist verheiratet. Er wurde von 1938 bis 1945 mit Wehr- und Kriegsdienst beschäftigt. Von 1945 bis 1951 studierte er Anglistik, Amerikanistik, Germanistik und Philosophie an den Universitäten Köln, Zürich und Carleston, USA. 1951 wurde er in Köln zum Dr. phil. promoviert. 1952 trat Thomas in den auswärtigen Dienst. Von 1952 bis 1955 war er als Sekretär zweiter Klasse an der deutschen Botschaft in Washington, D.C. und von 1955 bis 1957 am Generalkonsulat in New York City akkreditiert. Von 1958 bis 1961 war Thomas Stellvertreter des Leiters des Referates USA, Kanada im Auswärtigen Amt in Bonn. Von 1961 bis 1966 gründete und leitete Thomas das German Information Center in New York City. Von 1966 bis 1969 war er im Pressereferat der deutschen Botschaft in Washington D. C. akkreditiert. Von 1971 bis 1973 leitete Thomas das Referat USA, Kanada, Vereinigtes Königreich, nordische Staaten, Irland, Schweiz und Österreich. Von Juli 1973 bis August 1978 leitete er die Abteilung Ausland im Presse- und Informationsamt der Bundesregierung.

## Veröffentlichungen
- Die häßlichen Deutschen. In: Rheinischer Merkur. 17. Dezember 1976.